# Kapelle zu den 14 Nothelfern (Osterkühbach)

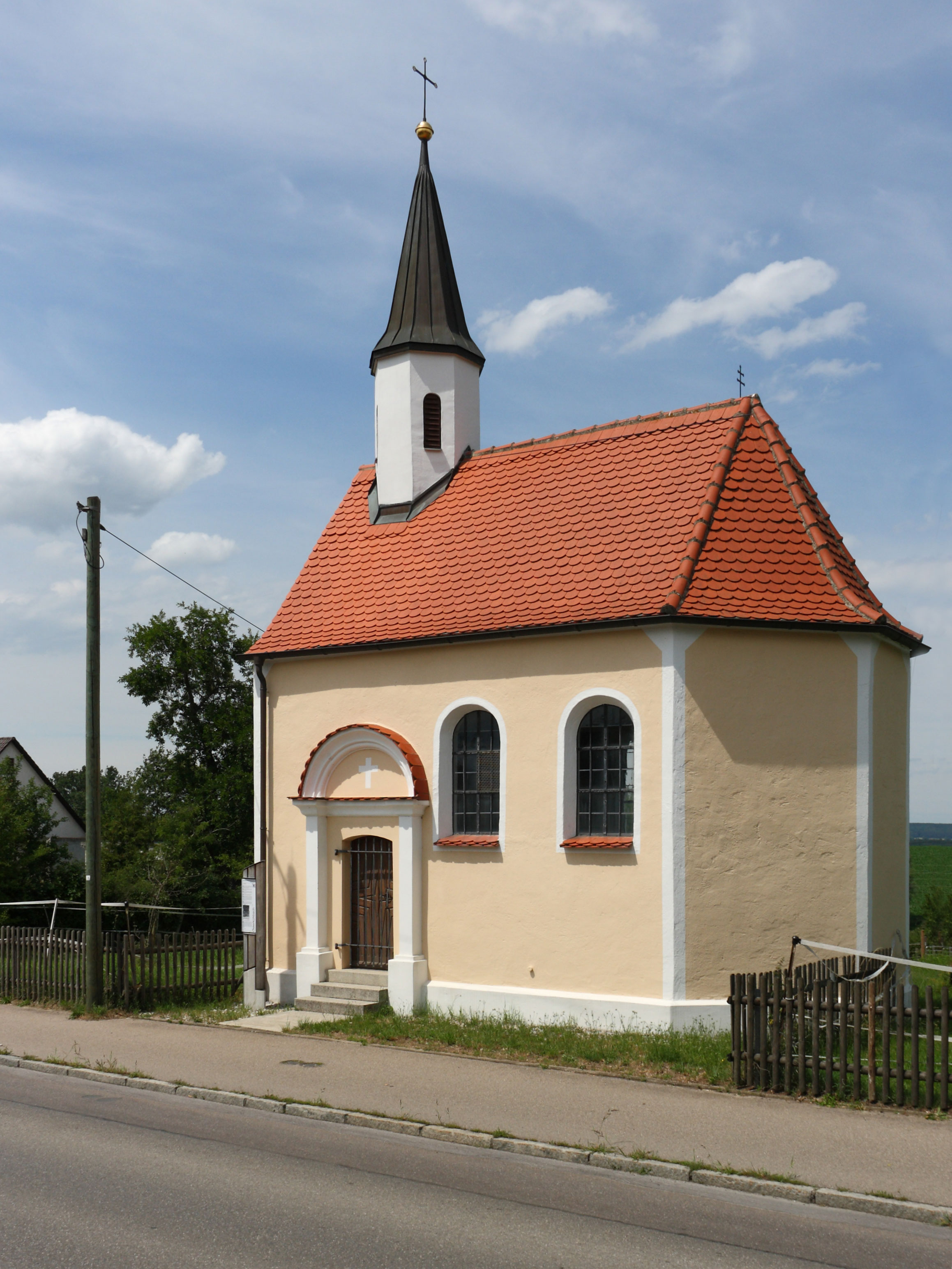
Kapelle zu den 14 Nothelfern in Osterkühbach

Die römisch-katholische Kapelle zu den 14 Nothelfern steht in Osterkühbach, einem Gemeindeteil von Ustersbach im schwäbischen Landkreis Augsburg von Bayern. Das denkmalgeschützte Bauwerk ist in der Liste der Baudenkmäler in Ustersbach unter der Nr. D-7-72-211-12 eingetragen.

## Beschreibung
Die traufständige Kapelle wurde 1709 im Auftrag von Hildegard Meixner vom Kloster Oberschönenfeld anstelle eines spätgotischen Vorgängerbaus errichtet. Sie besteht aus einem im Osten dreiseitig geschlossenen Langhaus, aus dessen Satteldach sich ein achteckiger Dachreiter oberhalb des verdachten Portals an der Südwand erhebt, der mit einem spitzen Helm bedeckt ist. Der Innenraum ist mit einer getäfelten Decke überspannt. Auf dem Altarretabel des Altars sind die Vierzehn Nothelfer dargestellt.